# Néstor Pitana
Néstor Pitana, né le 17 juin 1975, est un arbitre de football argentin qui officie internationalement entre 2010 et 2022. Au cours de la Coupe du monde 2018 en Russie, il a arbitré, entre autres, le match d'ouverture de la compétition entre les hôtes russes et l'Arabie Saoudite, le quart de finale opposant la France à l'Uruguay ainsi que la finale remportée par la France sur la Croatie.

## Compétitions
Il a officié dans des compétitions majeures : 
- Championnat des moins de 17 ans de la CONMEBOL 2011 (3 matchs) ;
- Recopa Sudamericana 2012 (finale aller) ;
- Copa Libertadores 2013 (finale aller) ;
- Coupe du monde de football des moins de 17 ans 2013 (3 matchs) ;
- Coupe du monde de football 2014 ;
- Coupe des confédérations 2017 (2 matchs) ;
- Coupe du monde de football 2018 (5 matchs dont le match d'ouverture et la finale) ;
- Copa América 2019 (match d'ouverture) ;
- Finale de la Copa Libertadores (2021).

## Cinéma
En 1997, il incarne un gardien de prison dans le film argentin La furia (es) de Juan Bautista Stagnaro (es).